# Xã Jackson, Quận Jackson, Indiana
Xã Jackson (tiếng Anh: Jackson Township) là một xã thuộc quận Jackson, tiểu bang Indiana, Hoa Kỳ. Năm 2010, dân số của xã này là 20.042 người.